# نوجوان‌خواهی
نوجوان‌خواهی (به انگلیسی: Hebephilia) به تمایل جنسی عودکننده یا تحریک جنسی نسبت به نوجوانانِ رسیده به بلوغ جنسی (بیشتر در سنین ۱۱ تا ۱۴ سال) گفته می‌شود. هبفیلی متفاوت با پدوفیلی (میل جنسی به کودکان زیر ۱۱ سال) و افبوفیلی (میل جنسی به نوجوانان در سنین ۱۵ تا ۱۹ سال) است. بزرگسالان دارای این علاقه "hebephiles" یا "hebophiles" نامیده می‌شوند. امروزه بسیاری از گزارش‌های رسانه‌ای اعمال هبفیلی بین معلمان زن و دانش آموزان جوان را پوشش می‌دهند.

## ریشه‌یابی
واژه هبفیلیا برگرفته از هبه، الهه یونانی جوانی است. همچنین، در یونان باستان به‌عنوان بازه زمانی پیش از مردانگی نیز از آن یاد شده‌است (بسته به مرجع، سن دقیق می‌تواند ۱۴، ۱۶، یا ۱۸ سال باشد).

## تفخیذ (لاپایی)
در فقه شیعه نیز برپایه فتوای برخی فقها تفخیذ یا لاپایی، جایگزینی برای دخول با همسر نابالغ دانسته می‌شود. از جمله فتوای سید روح‌الله خمینی در کتاب تحریرالوسیله در این زمینه چنین است: «کسی که زوجه‌ای کمتر از نُه سال دارد، دخول او برای وی جایز نیست… اما سایر کام‌گیری‌ها از قبیل لمس به شهوت و آغوش گرفتن و تفخیذ اشکال ندارد؛ هرچند شیرخواره باشد.»
هرچند ایشان در توضیح المسائل خود فتوا داده‌ است که:«برای انجام رضایت به ازدواج، باید دو طرف عقد (مرد و زن) بالغ و رشید باشند، بنابراین اگر دختر دارای رشد نیست نمی توان او را به عقد دیگری درآورد...همچنین اگر دختری بالغ باشد ولی رشید نباشد یعنی صاحب درک و فهم نشده باشد و نتواند خوب و بد و سود و زیان خود را تشخیص دهد، عقد وی نیز صحیح نیست.»